# Kanajärvi (sjö i Mäntyharju, Södra Savolax)
Kanajärvi är en sjö i kommunen Mäntyharju i landskapet Södra Savolax i Finland. Arean är 47 hektar och strandlinjen är 3,9 kilometer lång. Sjön  ingår i Vuoksens huvudavrinningsområde.   Den ligger omkring 57 kilometer söder om S:t Michel och omkring 170 kilometer nordöst om Helsingfors. 